# サンタフェ (軽巡洋艦)
サンタフェ (USS Santa Fe, CL-60) は、アメリカ海軍が第二次世界大戦で運用した軽巡洋艦。クリーブランド級軽巡洋艦の1隻。艦名はニューメキシコ州サンタフェに因む。

## 艦歴
1941年6月7日にニュージャージー州カムデンのニューヨーク造船所で戦艦「サウスダコタ」が進水すると、その後に「サンタフェ」の竜骨が据えつけられ、建造が始まった。
1942年1月9日、建造中に火災事故が起きる。6月10日にキャロライン・T・チャベスによって命名・進水した。起工から進水まで、1年と3日という日数であった。1942年11月24日、艦長ラッセル・S・バーキー大佐の指揮下就役した。
東海岸での整調後、「サンタフェ」は太平洋に向けて出航、アリューシャン列島に向かう途中の1943年3月22日に真珠湾に到着した。アラスカ到着6日後の4月25日、日本軍に占領されていたアッツ島への砲撃を行う。その後4ヶ月にわたって日本軍へ対処するため僚艦と共にアリューシャン列島の偵察巡航に従事した。アッツ島の日本軍守備隊が玉砕すると、連合国軍は次の目標を日本軍が占領中のキスカ島に定めた。7月6日および22日、上陸前の支援砲撃をキスカ島へ向けて行う。連合国軍によるキスカ島への上陸はコテージ作戦と呼ばれ、本艦も参加して8月15日に行われたが、日本軍は7月末に水雷戦隊を用いて撤退していた。「サンタフェ」は8月25日にアリューシャン列島を出航し、9月1日に真珠湾に到着した。
「サンタフェ」のその後の戦時任務は第13巡洋艦隊で高速空母任務群と共に行われた。部隊は太平洋を横切り、連合軍の進出の魁となった。「サンタフェ」は最初に真珠湾から2度の空母部隊による攻撃の護衛を担当した。1つは9月18日、19日にタラワ島に対して行われ、もう一つは10月5日、6日にウェーク島に対して行われた。ウェーク島に対する艦砲射撃では、海岸からの反撃は沈黙した。
「サンタフェ」は10月21日に空母部隊と共に真珠湾を出航したが、ブーゲンビル島への補充部隊を輸送する船団護衛任務のため部隊から分離した。11月7日に到着し、続く2日間は敵機による激しい航空攻撃を退けた。短期間の停泊後、11月14日にエスピリトゥサント島に向けて出航、ギルバート諸島に向かう船団護衛を行い、11月20日から22日まで地上部隊の支援としてタラワ島への砲撃を行った。11月26日、再び高速空母部隊と合流し、12月4日にクェゼリン環礁に対して攻撃を行う3隻の航空母艦を護衛、その5日後に真珠湾に帰還した。
同年末、「サンタフェ」は帰国し1944年の最初の週はカリフォルニア州サンペドロ沖合での揚陸訓練に従事した。1月13日に出航し任務部隊と共にマーシャル諸島に向かう。29日にはウォッジェ環礁で上陸前の砲撃を行う。翌30日の午後にクェゼリン環礁沖合で主力部隊と合流し、31日と2月1日は上陸部隊の支援射撃を行った。2月7日にマジュロ環礁に到着した。
5日後、「サンタフェ」はトラック島攻撃を行う高速空母部隊と共に出撃し、2月16日および17日に同島を攻撃、2月22日にサイパンを攻撃した。その後マジュロを経由してエスピリトゥサント島に向かう。3月15日に再び出航し、空母「エンタープライズ (USS Enterprise, CV-6) 」および「ベロー・ウッド (USS Belleau Wood, CV-24) 」の護衛を担当した。2隻の空母は3月20日にエミラウ島への上陸支援および3月30日から4月1日にかけてパラオ、ヤップ、ウォレアイ環礁への攻撃を行った。4月13日、「サンタフェ」はホーネット任務群と共に出航し、ニューギニアのホーランディア侵攻支援を担当した。4月21日にはワクデ島およびサマール島への航空攻撃が行われ、翌日には上陸支援のため水上艦艇による艦砲射撃が行われた。上陸支援任務は4月28日に解除され、空母部隊は29日および5月1日にトラック島、サタワン島、ポナペ島を攻撃、4日にクェゼリン環礁に帰還した。
「サンタフェ」はバンカー・ヒル任務群と共にマーシャル諸島を出撃し、サイパン島上陸支援のためサイパン、ティニアン、グアムに航空攻撃を行う空母の護衛を6月11日から16日まで行った。しかしながらマリアナ諸島防衛のため日本艦隊は同海域に急行した。6月19日の朝、日本軍の空母艦載機部隊は第5艦隊を攻撃した。「サンタフェ」の艦砲はアメリカ軍機が日本軍機と交戦する間、空母の護衛として寄与した。夜の間から翌朝にかけて第5艦隊は交代する敵艦を追撃し、午後には捕捉した。同夜「サンタフェ」は、日本の潜水艦による攻撃の可能性を無視して、艦載機部隊が空母に着艦するのを誘導するための照明を照射した。6月24日のパガン島に対する攻撃後、部隊は補給のため27日にエニウェトク環礁に帰還した。
3日後、「サンタフェ」はホーネット任務群と再合流し、7月4日午前の攻撃後、硫黄島に対する艦砲射撃を行った。7月6日から21日まで空母部隊はグアムとロタ島の日本軍飛行場に対して交互に攻撃を行う。25日から28日にかけてはヤップ島とウルシー環礁に対して攻撃を行い、その間に海軍機による貴重な写真撮影が行われた。8月2日にサイパンで6時間停泊した後、部隊は再び出航し、スカベンジャー作戦の名で4日と5日に硫黄島を攻撃する。4日の攻撃でサンタフェは日本軍の第4804船団と遭遇、駆逐艦「松」を含む数隻を撃沈した。5日には硫黄島へ砲撃を行い、部隊は11日にエニウェトクに帰還した。
1944年8月30日から1945年1月26日までサンタフェは空母「エセックス (USS Essex, CV-9) 」を中心とした空母部隊と共に作戦活動に従事した。部隊の最初の任務は9月6日から8日にかけて行われたパラオのペリリュー島に対する攻撃と、9月9日および10日に行われたミンダナオ島への攻撃であった。9日の攻撃でサンタフェは再び日本軍の船団と遭遇、数隻の小艦艇を沈める。
アメリカ艦隊がフィリピン攻略の準備を進める中、空母任務部隊は10月10日～13日にかけて沖縄と台湾の日本軍飛行場に対し攻撃を行った。10月13日の台湾沖航空戦で、「サンタフェ」は姉妹艦の「バーミングハム (USS Birmingham, CL-62)」「モービル (USS Mobile, CL-63) 」と共に日本軍の攻撃で大損害を受け撤退する軽巡「ヒューストン (USS Houston, CL-81) 」と重巡洋艦「キャンベラ (USS Canberra, CA-70)」の支援に向かった。4日後、レイテ島上陸を支援する空母の護衛として戦線に復帰した。
10月21日、「サンタフェ」の護衛する空母部隊はビサヤ諸島の日本軍飛行場への爆撃を開始した。翌日、補給を受けるため一旦撤退し、10月23日～24日にかけて、この海域にいたとされる日本軍部隊の捜索を行った。10月24日、艦隊は日本軍機の航空機部隊による大規模な攻撃を受けたがこれを撃退し、その夜、小沢治三郎中将率いる日本軍機動部隊を発見した。米国艦隊はこれを迎え撃つために北上し、「サンタフェ」を含む高速戦艦6隻と巡洋艦7隻からなる部隊が日本の空母群を水上で捉えるべく先行した。米国空母群も日本空母群に対し攻撃を開始したが、同日のうちに先行する艦隊が栗田健男中将の第一遊撃部隊に攻撃を受けているとの報が入り、アメリカ側は水上部隊の大半を振り向けて日本戦艦群を阻止することにした。この時「サンタフェ」他3隻の巡洋艦は、空母「千代田」と駆逐艦「初月」を含む小沢艦隊の損傷艦を仕留めるため空母部隊に残された。翌日、空母部隊は再編成され、ウルシー環礁へ向けて帰還の途につき、10月30日に到着した。

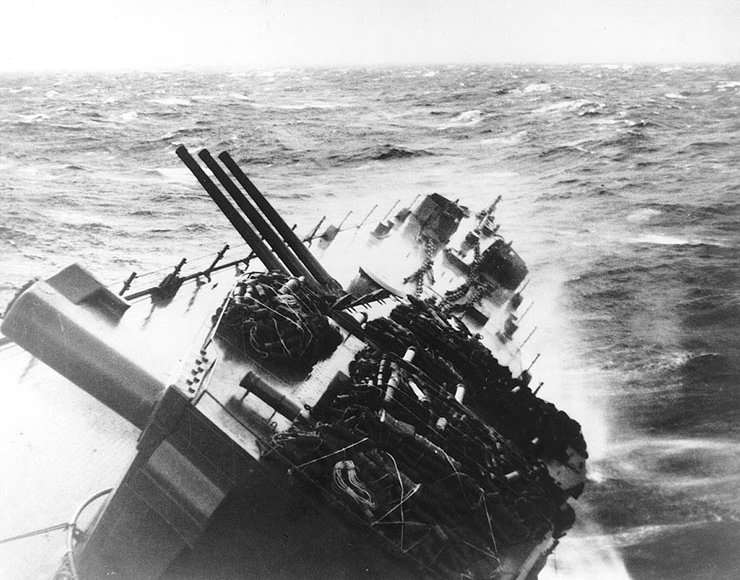
コブラ台風に遭遇したサンタフェ、1944年12月

「サンタフェ」とエセックス空母部隊は11月1日にウルシー環礁を出港し、整備を受けるべくマヌス島へ向かった。レイテ沖に日本艦を発見との報を受けすぐに呼び戻されたが、これは誤報だった。しかしアメリカ艦隊と陸上部隊が日本軍の空襲を受けたため、空母部隊はウルシー防衛を支援するため同地に留まった。空母部隊は11月5日と6日にマニラへの爆撃を行い、11月11日から14日にかけても他の目標兵の空爆を行った。3日後、部隊は補給を受けるためウルシーへ戻った。11月20日、泊地に潜入した日本の特殊潜航艇により給油艦「ミシシネワ (USS Mississinewa, AO-59) 」が撃沈された。このとき「サンタフェ」は艦載機を出して生存者の救助にあたった。
11月22日、エセックス空母部隊は3日後に開始されるフィリピン攻撃に参加するため再度出撃した。12月1日までフィリピン近海で活動した後、補給と休養のためウルシーへ向かった。同月中旬までに部隊はミンドロ島上陸の支援部隊に合流した。12月18日～19日、部隊はコブラ台風に遭遇し、3隻の逐駆逐艦が沈没した。「サンタフェ」他の艦船は生存者の捜索を行い、12月24日にウルシーへ帰還した。部隊は12月30日まで同地に留まり、1945年1月3日～4日に沖縄と台湾を空爆するために出撃した。1月6日、リンガエン湾上陸に備えてルソン島を攻撃するべく南下した。1月9日まで同地域への攻撃に従事し、その後グラティテュード作戦に参加するために南方へ向け出撃した。1月21日、台湾への攻撃が再開され、翌日には沖縄への攻撃も再開された。部隊は補給を受けるため1月26日にウルシーへ帰還した。
「サンタフェ」は2月10日に空母「ヨークタウン (USS Yorktown, CV-10) 」および他の僚艦と共に出航した。2月16日および17日、部隊は関東地方の飛行場に対する攻撃を行い、硫黄島上陸の障害となる航空機を破壊した。「サンタフェ」は18日に空母部隊から分離し、2月19日から21日にかけて硫黄島へ砲撃を行った。摺鉢山の砲台は沈黙し、「サンタフェ」は夜間には照明弾を発射した。その後再び空母部隊と合流、2月25日に東京への空襲を行い、3月1日にウルシー環礁へ帰還した。
3月14日に「サンタフェ」はハンコック任務群と合流する。部隊は九州への攻撃を3月18日に開始し、3月19日には呉および神戸の日本艦隊を攻撃した。19日の戦闘では、1機の日本軍機が空母「フランクリン (USS Franklin, CV-13) 」の飛行甲板に2個の爆弾を投下した。「フランクリン」は炎上し、「サンタフェ」は「フランクリン」の乗員を救助するため支援を行った。およそ3時間の並走で、833名が救助された。「フランクリン」の火災は鎮火し、重巡「ピッツバーグ (USS Pittsburgh, CA-72) 」に牽引されてウルシー環礁へ帰還した。「サンタフェ」は「フランクリン」を護衛したものの、自らの修理も必要であったため3月27日にウルシー環礁を出航し、「フランクリン」を真珠湾に護衛したあと帰国の途に就いた。「サンタフェ」は「フランクリン」援護の功績で海軍殊勲部隊章を受章した。
サンペドロでのオーバーホールは4月10日から7月14日まで行われた。「サンタフェ」は8月1日に真珠湾へ戻り、8月12日に空母「アンティータム (USS Antietam, CV-36) 」、軽巡「バーミングハム」と共にウェーク島への攻撃に向かう。8月15日に日本が降伏したことで、攻撃はキャンセルされた。その後「サンタフェ」はエニウェトク環礁に向かい、続いて沖縄に移動、8月26日に中城湾に停泊する。9月20日に佐世保に到着し、10月17日から11月10日まで本州北部および北海道での占領支援任務に従事した。11月10日にマジック・カーペット作戦に参加し、サイパン、グアム、トラック島から2度の兵員輸送を行う。1946年1月25日にワシントン州ブレマートンに到着した。
「サンタフェ」は1946年10月19日に退役し、太平洋予備役艦隊ブレマートン・グループで保管された。その後1959年3月1日に除籍され、1959年11月9日にスクラップとしてジデル・エクスプロレイションズ社に売却された。
「サンタフェ」は第二次世界大戦の戦功で13個の従軍星章を受章した。

## 参考資料
- “Santa Fe (CL-60)”. Dictionary of American Naval Fighting Ships. Navy Department, Naval History and Heritage Command. 27 April 2020. 2023年2月12日閲覧.